# Charles Vanoni

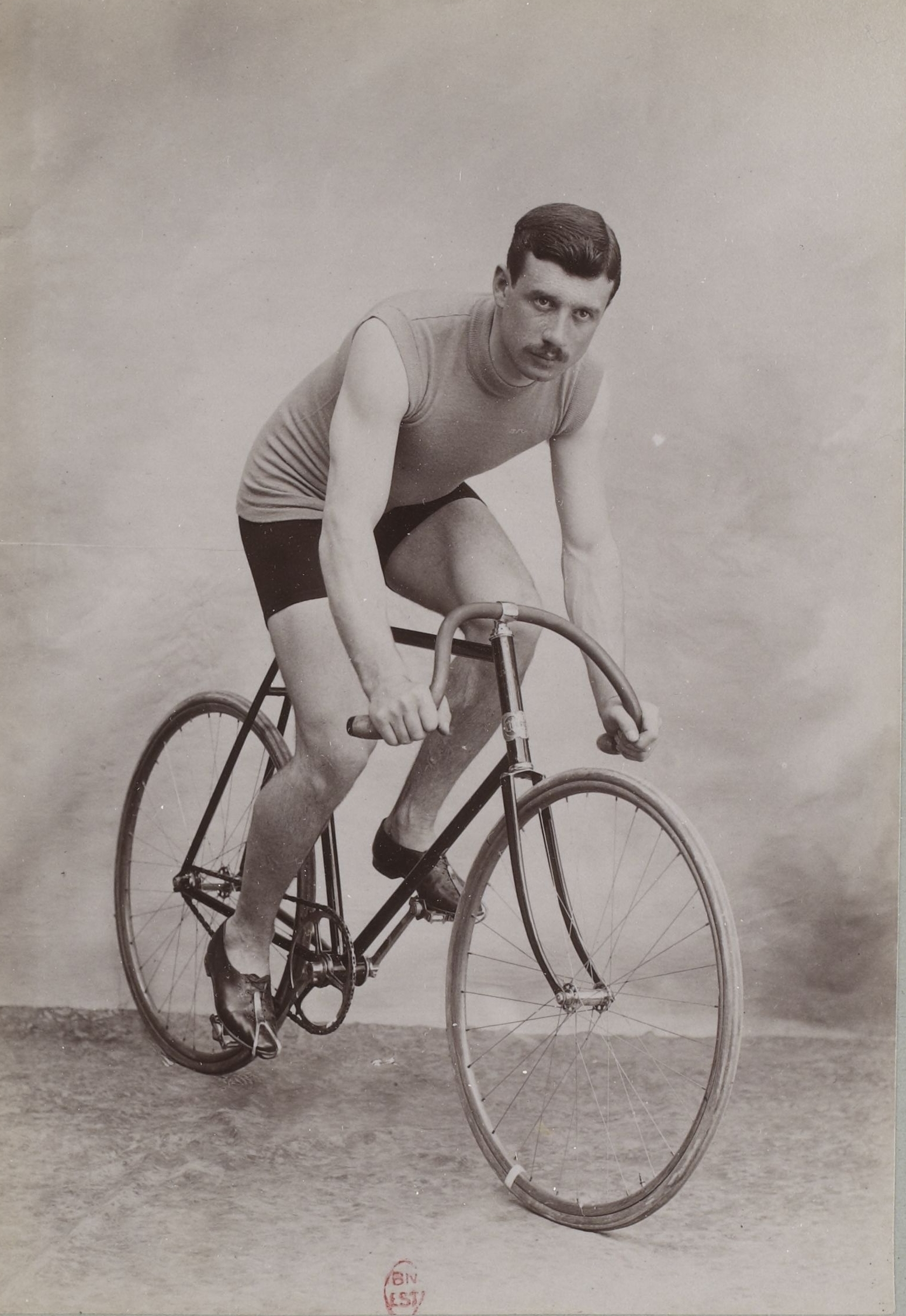
Charles Vanoni (1901)

Charles Vanoni (* 23. November 1876 in Manhattan, New York; † Juli 1970 in Washoe County, Nevada) war ein US-amerikanischer Radrennfahrer.
1899 gewann er den Grand Prix de Reims, einen der ältesten Wettkämpfe für Bahnsprinter in Frankreich. Bei den UCI-Bahn-Weltmeisterschaften 1900 in Paris belegte Charles Vanoni den dritten Platz im Rennen der Zweisitzer, zusammen mit dem Franzosen Robert Protin. 1905 stellte er einen Weltrekord auf, indem er einen Kilometer in 1 Minute und zwölf Sekunden bewältigte. 1908 wurde er gemeinsam mit Elmer Collins Dritter beim Sechstagerennen von Boston. 